# Црква Рођења Пресвете Богородице у Главичицама
Црква Рођења Пресвете Богородице у Главичицама, парохијска је православна црква у насељеном месту на територији града Бијељине, припада Епархији зворничко-тузланској Српске православне цркве.

## Главичичка парохија
Црква посвећена Рођењу Пресвете Богородице у Главичицама седиште је Главичачке парохије коју чине насељена места: Главичице, Рухотина, Јоховац, Батар и пола села Бјелошевац.

## Изградња и архитектура
Градња храма димензија 15 х 9m почела је 1998. године. Темеље је освештао епископ зворничко-тузлански Василије Качавенда 17. маја 1999. године. Исти епископ освештао је храм 22. јуна 2003. године. Кум храма, као и темеља, био је Станислав Стојановић из Рухотине, а кум звона Рајко Ђорђић из Ченгића.
Иконостас од храстовине, ораха и липе израђен је у столарској радионици у Сувом Пољу. Дуборез на иконостасу накнадно је урадио Вукан Ђука из Дворова 2014. године. Иконе на иконостасу живописала је монахиња Јефимија из манастира Градац. Кум иконостаса био је Драго Секанић из Рухотине са сином Рацом. Храм је живописао иконописац Живорад Илић из Лознице од 2005. до 2012. године.

## Филијалне цркве
У оквиру Главичичке парохије поред парохијске постоје још две филијалне богослужбене грађевина:
- Црква Светог архангела Гаврила на гробљу у Главичицама, димензија је у основи 9 х 6m. Градња храма је трајала од 2008. до 2012. године, а потом цркву је освештао епископ зворничко-тузлански Василије Качавенда, 26. јула 2012. године. Кумови при освештењу били су Гаврило и Сретен Бобар из Бијељине. Иконостас од јаворовог дрвета израдили су дуборезац Вукан Ђука из Дворова и Душан Стевановић из Бијељине. Иконе на иконостасу живописао је Живорад Илић из Лознице.
- Црква Светог архиђакона и првомученика Стефана са црквеном салом на гробљу у Рухотини, димензија је у основи 10 x 6m. Градња храма и сале започета је 2016. године. Темеље храма, звоно и крстове освештао је Епископ зворничко-тузлански Хризостом на Свете апостоле Вартоломеја и Варнаву 24. јуна 2017. године. Кум темеља  био је ктитор Милорад (Мићо) Ракић из Рухотине. Мало освећење храма је обавио епископ зворничко-тузлански Фотије 16. јуна 2018. године. Том приликом је кумовао храму и иконостасу ктитор храма хаџи Милорад (Мићо) Ракић. Крстове је даривао и кумовао истим Јован Стојановић из Рухотине. Звоно је даривао и кумовао истом Зоран Стојановић из Рухотине. Цркву је живописао мајстор Живорад Илић из Лознице.